# (25225) Patrickbenson
(25225) Patrickbenson est un astéroïde de la ceinture principale.

## Description
(25225) Patrickbenson est un astéroïde de la ceinture principale. Il fut découvert le 10 octobre 1998 à la station Anderson Mesa par le programme de relevé astronomique LONEOS. Il présente une orbite caractérisée par un demi-grand axe de 2,43 UA, une excentricité de 0,20 et une inclinaison de 0,4° par rapport à l'écliptique.